# 伯爾克內什蒂鄉 (雅洛米察縣)
44°38′00″N 26°39′00″E / 44.6333°N 26.65°E
伯爾克內什蒂鄉（羅馬尼亞語：Comuna Bărcănești, Ialomița），是羅馬尼亞的鄉份，位於該國南部，由雅洛米察縣負責管轄，面積92平方公里，海拔高度46米，2007年人口3,765，人口密度每平方公里41人。